# Valdunciel
Valdunciel es un municipio y localidad española de la provincia de Salamanca, en la comunidad autónoma de Castilla y León. Se integra dentro de la comarca de La Armuña. Pertenece al partido judicial de Salamanca y a la  Mancomunidad Comarca de Ledesma.
Su término municipal está formado por los núcleos de población de Huelmos de Cañedo, Huelmos de San Joaquín, Los Jarales, Naharros de Valdunciel, la urbanización El Chinarral y Valdunciel, ocupa una superficie total de 33,23 km² y según los datos demográficos recogidos en el padrón municipal elaborado por el INE en 2017, cuenta con una población de 97 habitantes.

## Geografía
Integrado en la comarca de La Armuña, se sitúa a 14 kilómetros de Salamanca. El término municipal está atravesado por la autovía Ruta de la Plata (A-66) y por la carretera nacional N-630, entre los pK 320 y 323, además de por la carretera provincial SA-601, que conecta con Palencia de Negrilla, y por carreteras locales que permiten la comunicación con Calzada de Valdunciel, Valdelosa, Topas y Castellanos de Villiquera. 
El relieve del municipio está definido por un altiplano propio de la Meseta Norte por el que discurre el arroyo de la Vega. La altitud oscila entre los 905 metros en el extremo norte y los 800 metros a orillas del arroyo de la Vega. El pueblo se alza a 804 metros sobre el nivel del mar. 
| Noroeste: Valdelosa                      | Norte: Topas                   | Nordeste: Palencia de Negrilla                         |
| Oeste: Forfoleda y Calzada de Valdunciel |                                | Este: Palencia de Negrilla y Castellanos de Villiquera |
| Suroeste: Castellanos de Villiquera      | Sur: Castellanos de Villiquera | Sureste: Castellanos de Villiquera                     |

## Historia

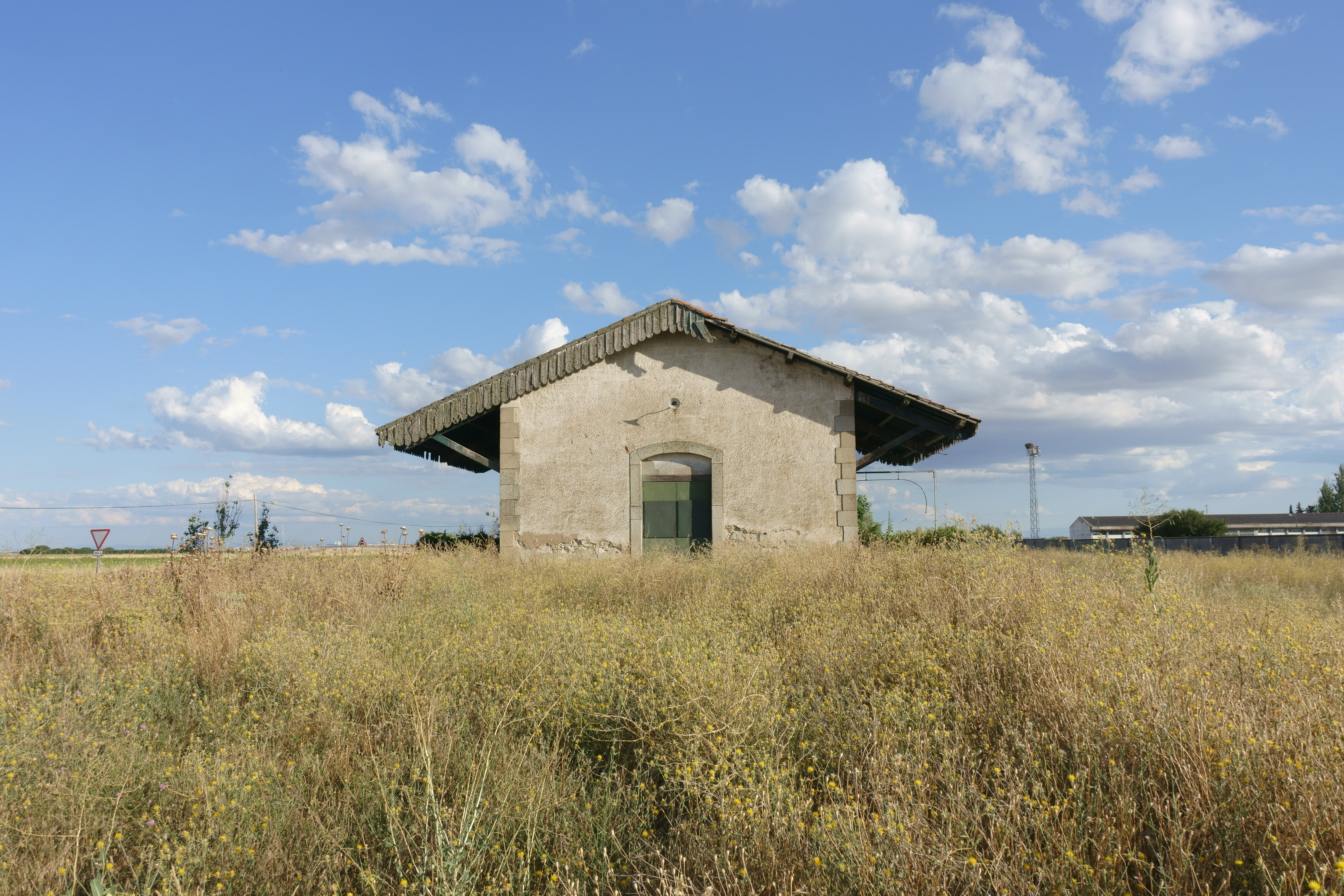
Muelle de carga de la antigua estación de la Línea Plasencia-Astorga.

Su fundación se remonta a la repoblación efectuada por los reyes de León en la Edad Media, quedando integrado en el cuarto de Armuña de la jurisdicción de Salamanca, dentro del Reino de León, denominándose en el siglo XIII Valnuziel. Ya en el siglo XII, la localidad aparece citada como Val Llonziel en el fuero otorgado a Ledesma por el rey Fernando II de León en 1161. Con la creación de las actuales provincias en 1833, Valdunciel quedó encuadrado en la provincia de Salamanca, dentro de la Región Leonesa.

## Geografía humana

### Demografía
Cuenta con una población de 110 habitantes (INE 2024).
| Gráfica de evolución demográfica de Valdunciel entre 1842 y 2021                                                      |
| |
| Población de derecho según los censos de población del INE. Población de hecho según los censos de población del INE. |

### Núcleos de población
El municipio se divide en varios núcleos de población, que poseían la siguiente población en 2019 según el INE.
| Núcleo de población       | Población |
| ------------------------- | --------- |
| Valdunciel                | 61        |
| Naharros de Valdunciel    | 21        |
| Urbanización El Chinarral | 10        |
| Huelmos de San Joaquín    | 6         |
| Huelmos de Cañedo         | 0         |
| Los Jarales               | 0         |

### Transportes
El municipio está bien comunicado tanto con Salamanca capital como con el resto del país, ya que cuenta con una salida compartida con el vecino término de Calzada de Valdunciel de la autovía Ruta de la Plata que une Gijón con Sevilla y permite dirigirse tanto a Zamora y al norte peninsular como a la mencionada capital provincial y el sur del país.

## Administración y política

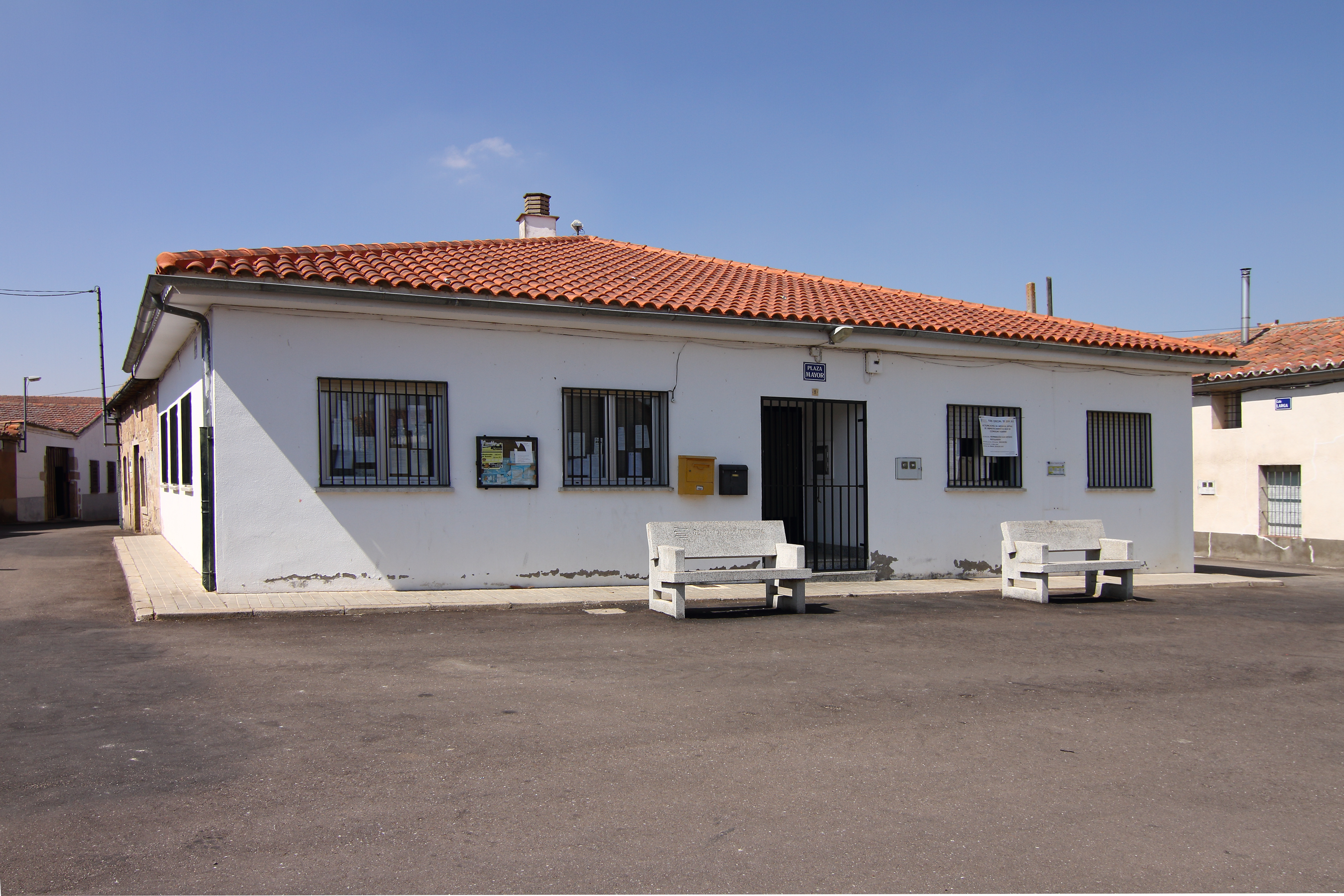
Casa consistorial

| Partido político                              | 2019  | 2019  | 2019       | 2015  | 2015  | 2015       | 2011  | 2011  | 2011       | 2007  | 2007  | 2007       | 2003  | 2003  | 2003       |
| Partido político                              | %     | Votos | Concejales | %     | Votos | Concejales | %     | Votos | Concejales | %     | Votos | Concejales | %     | Votos | Concejales |
| Partido Popular (PP)                          | 72,13 | 44    | 3          | 77,97 | 46    | 3          | 90,32 | 56    | 5          | 80,00 | 60    | 1          | 79,22 | 61    | 5          |
| Partido Socialista Obrero Español (PSOE)      | 24,59 | 15    | 0          | 16,95 | 10    | 0          | 9,68  | 6     | 0          | 17,33 | 13    | 0          | 15,58 | 12    | 0          |
| Unidad Regionalista de Castilla y León (URCL) | —     | —     | —          | —     | —     | —          | —     | —     | —          | —     | —     | —          | 11,69 | 9     | 0          |
| Unión del Pueblo Salmantino (UPSa)            | —     | —     | —          | —     | —     | —          | —     | —     | —          | —     | —     | —          | 10,39 | 8     | 0          |

## Patrimonio

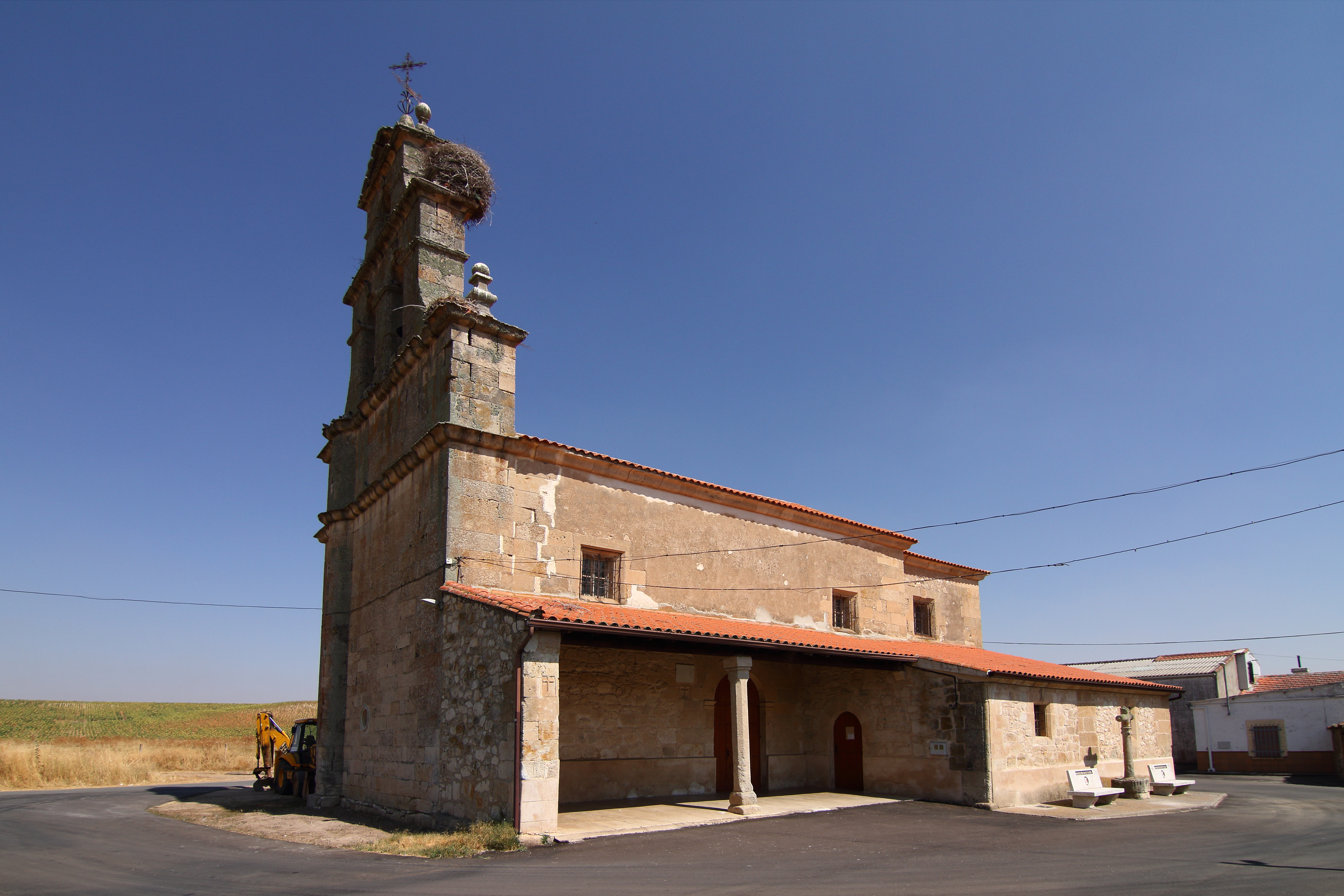
Iglesia de San Vicente Mártir

- Iglesia de San Vicente Mártir.